# Llista de topònims de Sant Pau de Segúries
Llista de topònims (noms propis de lloc) del municipi de Sant Pau de Segúries, al Ripollès
Informació actualitzada per un bot. Els canvis manuals es perdran quan s'actualitzi!

## entitat singular de població
| imatge | Nom                  | Ubicat a             | instància de                                                                   | Detalls     | coordenades                                                       | Protecció | Commons (més fotos) | Dades a WD                    |
| ------ | -------------------- | -------------------- | ------------------------------------------------------------------------------ | ----------- | ----------------------------------------------------------------- | --------- | ------------------- | ----------------------------- |
|        | Sant Pau de Segúries | Sant Pau de Segúries | entitat singular de població ens local històric de Catalunya capital municipal | 686 hab     | 42° 15′ 36″ N, 2° 21′ 48″ E / 42.26003°N,2.36326°E 860 msnm       |           |                     | Modifica les dades a Wikidata |
|        | la Ral               | Sant Pau de Segúries | entitat singular de població                                                   | 1248 36 hab | 42° 16′ 42″ N, 2° 22′ 16″ E / 42.27832222°N,2.37098611°E 876 msnm |           | La Ral              | Modifica les dades a Wikidata |

## església
| imatge | Nom                   | Ubicat a             | instància de | Detalls                                          | coordenades                                                                         | Protecció                                  | Commons (més fotos)                     | Dades a WD                    |
| ------ | --------------------- | -------------------- | ------------ | ------------------------------------------------ | ----------------------------------------------------------------------------------- | ------------------------------------------ | --------------------------------------- | ----------------------------- |
|        | Mare de Déu de Gràcia | Sant Pau de Segúries | església     |                                                  | 42° 16′ 45″ N, 2° 22′ 17″ E / 42.2791681865069°N,2.37137687951983°E la Ral 882 msnm |                                            | Mare de Déu de Gràcia (la Ral)          | Modifica les dades a Wikidata |
|        | Mare de Déu del Roser | Sant Pau de Segúries | església     |                                                  | 42° 16′ 15″ N, 2° 21′ 57″ E / 42.2709598445089°N,2.36579550045022°E                 |                                            |                                         | Modifica les dades a Wikidata |
|        | Sant Pau Vell         | Sant Pau de Segúries | església     | Estil: arquitectura barroca arquitectura popular | 42° 15′ 42″ N, 2° 22′ 19″ E / 42.261751°N,2.372006°E                                | bé integrant del patrimoni cultural català | Antiga església de Sant Pau de Segúries | Modifica les dades a Wikidata |
|        | l'Església Nova       | Sant Pau de Segúries | església     |                                                  | 42° 15′ 47″ N, 2° 21′ 56″ E / 42.2629242838879°N,2.36542742795805°E 860 msnm        |                                            | Església Nova de Sant Pau de Segúries   | Modifica les dades a Wikidata |

## masia
| imatge | Nom                 | Ubicat a             | instància de | Detalls                                                | coordenades                                                                          | Protecció                                  | Commons (més fotos)                     | Dades a WD                    |
| ------ | ------------------- | -------------------- | ------------ | ------------------------------------------------------ | ------------------------------------------------------------------------------------ | ------------------------------------------ | --------------------------------------- | ----------------------------- |
|        | Can Barramba        | Sant Pau de Segúries | masia        |                                                        | 42° 15′ 30″ N, 2° 22′ 37″ E / 42.2582859191989°N,2.37689456121017°E                  |                                            |                                         | Modifica les dades a Wikidata |
|        | Can Baró            | Sant Pau de Segúries | masia        |                                                        | 42° 15′ 19″ N, 2° 21′ 54″ E / 42.255185430163°N,2.36497159760794°E                   |                                            |                                         | Modifica les dades a Wikidata |
|        | Can Catiu           | Sant Pau de Segúries | masia        |                                                        | 42° 15′ 33″ N, 2° 22′ 31″ E / 42.2591330878651°N,2.37534647637451°E                  |                                            |                                         | Modifica les dades a Wikidata |
|        | Can Cels            | Sant Pau de Segúries | masia        |                                                        | 42° 15′ 37″ N, 2° 22′ 26″ E / 42.2601969681884°N,2.37390532321381°E                  |                                            |                                         | Modifica les dades a Wikidata |
|        | Can Falguera        | Sant Pau de Segúries | masia        | Estil: arquitectura popular                            | 42° 16′ 55″ N, 2° 22′ 01″ E / 42.281902°N,2.366992°E                                 | bé integrant del patrimoni cultural català | Mas Can Falguera (Sant Pau de Segúries) | Modifica les dades a Wikidata |
|        | Can Fiot            | Sant Pau de Segúries | masia        |                                                        | 42° 15′ 36″ N, 2° 22′ 19″ E / 42.2600425366395°N,2.37201548482894°E                  |                                            |                                         | Modifica les dades a Wikidata |
|        | Can Ganasta         | Sant Pau de Segúries | masia        |                                                        | 42° 15′ 29″ N, 2° 22′ 13″ E / 42.2580059462481°N,2.37015651135399°E                  |                                            |                                         | Modifica les dades a Wikidata |
|        | Can Genic           | Sant Pau de Segúries | masia        |                                                        | 42° 15′ 21″ N, 2° 22′ 05″ E / 42.2559047497439°N,2.368019464562°E                    |                                            |                                         | Modifica les dades a Wikidata |
|        | Can Lirot           | Sant Pau de Segúries | masia        |                                                        | 42° 15′ 31″ N, 2° 22′ 28″ E / 42.2584795217103°N,2.37440726721936°E                  |                                            |                                         | Modifica les dades a Wikidata |
|        | Can Ralic           | Sant Pau de Segúries | masia        |                                                        | 42° 16′ 53″ N, 2° 22′ 04″ E / 42.2813912687024°N,2.36783759343544°E la Ral 890 msnm  |                                            | Can Ralic                               | Modifica les dades a Wikidata |
|        | Can Rito            | Sant Pau de Segúries | masia        |                                                        | 42° 15′ 16″ N, 2° 21′ 55″ E / 42.2545745851521°N,2.36525655701477°E                  |                                            |                                         | Modifica les dades a Wikidata |
|        | Can Tenell          | Sant Pau de Segúries | masia        |                                                        | 42° 15′ 25″ N, 2° 22′ 14″ E / 42.2569363956398°N,2.37055510836493°E                  |                                            |                                         | Modifica les dades a Wikidata |
|        | Can Virosta         | Sant Pau de Segúries | masia        |                                                        | 42° 15′ 19″ N, 2° 22′ 02″ E / 42.2553415825621°N,2.3671522142168°E                   |                                            |                                         | Modifica les dades a Wikidata |
|        | Can Xonet           | Sant Pau de Segúries | masia        |                                                        | 42° 15′ 58″ N, 2° 21′ 46″ E / 42.2659988516598°N,2.3628017831103°E                   |                                            |                                         | Modifica les dades a Wikidata |
|        | el Callís           | Sant Pau de Segúries | masia        |                                                        | 42° 15′ 31″ N, 2° 21′ 29″ E / 42.258722496242°N,2.35807398852311°E                   |                                            |                                         | Modifica les dades a Wikidata |
|        | el Peiró            | Sant Pau de Segúries | masia        | Estil: historicisme arquitectònic arquitectura popular | 42° 16′ 25″ N, 2° 22′ 03″ E / 42.273551111111°N,2.3674930555556°E ca:Pont del Carbur | bé integrant del patrimoni cultural català | El Peiró (Sant Pau de Segúries)         | Modifica les dades a Wikidata |
|        | el Prat             | Sant Pau de Segúries | masia        |                                                        | 42° 15′ 26″ N, 2° 21′ 45″ E / 42.2572434274649°N,2.36255047588254°E                  |                                            |                                         | Modifica les dades a Wikidata |
|        | l'Hostal de Dalt    | Sant Pau de Segúries | masia        |                                                        | 42° 15′ 39″ N, 2° 22′ 22″ E / 42.2609202706959°N,2.37277060643032°E                  |                                            |                                         | Modifica les dades a Wikidata |
|        | la Rovira           | Sant Pau de Segúries | masia        | Estil: arquitectura popular                            | 42° 16′ 15″ N, 2° 21′ 56″ E / 42.270928°N,2.365525°E                                 | bé integrant del patrimoni cultural català | La Rovira (Sant Pau de Segúries)        | Modifica les dades a Wikidata |
|        | la Sala             | Sant Pau de Segúries | masia        |                                                        | 42° 15′ 35″ N, 2° 21′ 41″ E / 42.2598216565425°N,2.36137271807225°E                  |                                            |                                         | Modifica les dades a Wikidata |
|        | les Jagudes de Baix | Sant Pau de Segúries | masia        |                                                        | 42° 15′ 31″ N, 2° 22′ 20″ E / 42.2587282993047°N,2.37213764058292°E                  |                                            |                                         | Modifica les dades a Wikidata |
|        | les Jagudes de Dalt | Sant Pau de Segúries | masia        |                                                        | 42° 15′ 29″ N, 2° 22′ 26″ E / 42.2580262585733°N,2.3738661784873°E                   |                                            |                                         | Modifica les dades a Wikidata |

## muntanya
| imatge | Nom             | Ubicat a                                                          | instància de | Detalls | coordenades                                                          | Protecció | Commons (més fotos) | Dades a WD                    |
| ------ | --------------- | ----------------------------------------------------------------- | ------------ | ------- | -------------------------------------------------------------------- | --------- | ------------------- | ----------------------------- |
|        | Capsacosta      | la Vall de Bianya Sant Pau de Segúries                            | muntanya     |         | 42° 15′ 08″ N, 2° 22′ 23″ E / 42.25233333°N,2.37311111°E 1100 msnm   |           |                     | Modifica les dades a Wikidata |
|        | Miralles        | Sant Pau de Segúries                                              | muntanya     |         | 42° 16′ 23″ N, 2° 21′ 09″ E / 42.273°N,2.35243556°E 1227.5 msnm      |           |                     | Modifica les dades a Wikidata |
|        | Puig Perrús     | Sant Pau de Segúries                                              | muntanya     |         | 42° 16′ 08″ N, 2° 21′ 18″ E / 42.26882694°N,2.35486389°E 1208.4 msnm |           |                     | Modifica les dades a Wikidata |
|        | Puig de Can Mic | la Vall de Bianya Sant Joan de les Abadesses Sant Pau de Segúries | muntanya     |         | 42° 14′ 41″ N, 2° 21′ 05″ E / 42.2446°N,2.35133°E 1136 msnm          |           |                     | Modifica les dades a Wikidata |
|        | Puigsacreu      | la Vall de Bianya Sant Pau de Segúries                            | muntanya     |         | 42° 14′ 56″ N, 2° 21′ 52″ E / 42.249°N,2.36456°E 1111.8 msnm         |           |                     | Modifica les dades a Wikidata |
|        | Turó del Ras    | Sant Pau de Segúries                                              | muntanya     |         | 42° 15′ 46″ N, 2° 21′ 18″ E / 42.2628°N,2.35488°E 1013.3 msnm        |           |                     | Modifica les dades a Wikidata |

## pont
| imatge | Nom                             | Ubicat a             | instància de | Detalls                                   | coordenades                                                         | Protecció                                  | Commons (més fotos) | Dades a WD                    |
| ------ | ------------------------------- | -------------------- | ------------ | ----------------------------------------- | ------------------------------------------------------------------- | ------------------------------------------ | ------------------- | ----------------------------- |
|        | Pont de Quatrecases             | Sant Pau de Segúries | pont         |                                           | 42° 15′ 20″ N, 2° 21′ 02″ E / 42.2555189796807°N,2.35055368052809°E |                                            |                     | Modifica les dades a Wikidata |
|        | Pont de Sant Pau de Segúries    | Sant Pau de Segúries | pont         | Estil: arquitectura popular               | 42° 15′ 33″ N, 2° 21′ 53″ E / 42.259099°N,2.364734°E                | bé integrant del patrimoni cultural català |                     | Modifica les dades a Wikidata |
|        | Pont de la Sala                 | Sant Pau de Segúries | pont         | Estil: arquitectura popular Travessa: Ter | 42° 15′ 29″ N, 2° 21′ 49″ E / 42.25815°N,2.3635°E                   | bé integrant del patrimoni cultural català |                     | Modifica les dades a Wikidata |
|        | Ponts de Sant Pau de Segúries   | Sant Pau de Segúries | pont         |                                           | 42° 15′ 29″ N, 2° 21′ 47″ E / 42.258014°N,2.363145°E                |                                            |                     | Modifica les dades a Wikidata |
|        | Restes del Pont Vell de la Sala | Sant Pau de Segúries | pont         | Estil: arquitectura popular               | 42° 15′ 29″ N, 2° 21′ 47″ E / 42.258014°N,2.363145°E                | bé integrant del patrimoni cultural català |                     | Modifica les dades a Wikidata |

## Misc
| imatge | Nom                                                 | Ubicat a                                  | instància de                                   | Detalls                                                                 | coordenades                                                                                             | Protecció                                  | Commons (més fotos)   | Dades a WD                    |
| ------ | --------------------------------------------------- | ----------------------------------------- | ---------------------------------------------- | ----------------------------------------------------------------------- | --- | ------------------------------------------ | --------------------- | ----------------------------- |
|        | Central Elèctrica Estebanell                        | Sant Pau de Segúries                      | central hidroelèctrica                         | Estil: arquitectura popular                                             | 42° 15′ 45″ N, 2° 21′ 51″ E / 42.262504°N,2.364069°E                                                    | bé integrant del patrimoni cultural català |                       | Modifica les dades a Wikidata |
|        | Monument als donants de sang a Sant Pau de Segúries | Sant Pau de Segúries                      | monument                                       | Creador: Xavier Bulbena i Moreu 2002-08-31 Anomenat per: donant de sang | 42° 15′ 46″ N, 2° 21′ 58″ E / 42.26271666666667°N,2.3662°E                                              |                                            |                       | Modifica les dades a Wikidata |
|        | Polígon industrial El Mariner                       | Sant Pau de Segúries                      | polígon industrial                             |                                                                         | 42° 16′ 01″ N, 2° 22′ 02″ E / 42.2668436071683°N,2.36735244248609°E                                     |                                            |                       | Modifica les dades a Wikidata |
|        | Puig de la Trona                                    | Sant Pau de Segúries                      | vèrtex geodèsic                                | Alt: 1.2m                                                               | 42° 14′ 56″ N, 2° 21′ 52″ E / 42.249°N,2.364536°E 1111.834 msnm                                         |                                            |                       | Modifica les dades a Wikidata |
|        | Serra del Pelats                                    | Sant Pau de Segúries                      | serra                                          |                                                                         | 42° 16′ 45″ N, 2° 21′ 14″ E / 42.2792°N,2.35386°E 1301.6 msnm                                           |                                            |                       | Modifica les dades a Wikidata |
|        | Ter                                                 | Ripollès Osona Selva Gironès Baix Empordà | curs d'aigua riu principal                     | Desemboca: mar Mediterrània Llarg: 208km Conca: 3010km²                 | 42° 25′ 40″ N, 2° 15′ 24″ E / 42.427778°N,2.256667°E 42° 01′ 24″ N, 3° 11′ 31″ E / 42.02347°N,3.19187°E |                                            | Ter River             | Modifica les dades a Wikidata |
|        | Via romana del Capsacosta                           | la Vall de Bianya Sant Pau de Segúries    | via romana zona arqueològica estructura romana |                                                                         | 42° 15′ 12″ N, 2° 22′ 52″ E / 42.25326°N,2.381035°E                                                     | bé cultural d'interès nacional             | Via romana Capsacosta | Modifica les dades a Wikidata |
|        | casa consistorial de Sant Pau de Segúries           | Sant Pau de Segúries                      | casa consistorial                              |                                                                         | 42° 15′ 41″ N, 2° 21′ 53″ E / 42.2614234°N,2.3648343°E                                                  |                                            |                       | Modifica les dades a Wikidata |